# 151 TQ
Les Santa Fé de la série 151 TQ numéros 1 à 22 sont des locomotives à vapeur unifiées de la SNCF mises en service entre décembre 1940 et septembre 1952. La série fut immatriculée 2-151 TQ car seule la région Nord utilisera ces machines.

## Genèse
Ces machines furent les dernières locomotives à vapeur mise en service par la SNCF. C'est la firme Corpet-Louvet qui construisit les locomotives en se fondant sur les 151 TA 1 à 12 de la région Nord.

## Service
Le dépôt de Bobigny reçut les 10 premières locomotives entre décembre 1940 et mai 1942, mais par suite de la Seconde Guerre mondiale ces machines furent réquisitionnées par l'occupant. Si pour 9 machines la réintégration fut comprise entre mars 1945 et décembre 1946, après un passage en atelier, il faut attendre septembre 1950 pour voir la dernière réintégrer son dépôt.
À partir de 1946 les livraisons de machines neuves reprennent mais au compte-goutte à la suite d'une deuxième commande. La 2-151 TQ 22 fut livrée le 30 septembre 1952 et eut ainsi l'honneur d'être la dernière locomotive à vapeur réceptionnée par la SNCF. Avec la livraison des 9 dernières machines le dépôt de Bobigny put ainsi se défaire des 10 151 TC provenant de la région Est qui furent dès lors mutées au dépôt de Creil entre novembre 1952 et janvier 1955.
L'apparition au dépôt de La Plaine des premières locomotives Diesel en 1956, avec les 060 DA 1 à 35, permit la mutation au dépôt d'Aulnoye d'un premier contingent de 7 151 TQ. La même année le dépôt de Bobigny fermait ses portes et ce fut le dépôt voisin du Bourget qui récupéra les 15 autres machines. En 1957 fut créée l'affectation de Lens par suite de la livraison de nouvelles locomotives Diesel.
Dans le courant de l'année 1958 les dernières 151 TQ parisiennes furent évincées par l'arrivée de plus en plus nombreuse des locomotives Diesel. Elles partirent alors pour les dépôts de : Lens, Béthune et Aulnoye.
Si la livraison de locomotives Diesel a chassé les 151 TQ de Paris, l'électrification des lignes chassa les machines des dépôts de Lens dès l'été 1958 et de Béthune en 1960 au profit de Boulogne.
Les deux dernières affectations furent les dépôts de Laon en 1959 et de Douai en 1963.
La série mit bas les feux avec les 2-151 TQ 5, 9 et 22 du dépôt de Boulogne le 26 mai 1968 après n'avoir plus qu'assuré des remontes de trains de marchandises et de matériel vide dans la proche région.
Si la région Nord fut la seule récipiendaire de ces machines il est à signaler que des 151 TQ ont été utilisées sur la région Est, mais uniquement semble-t-il, dans les centres de triage proche de Paris (par exemple à Vaires).

## Description
Si les caractéristiques de la machine de départ ont été conservées, des améliorations furent néanmoins apportées sur le plan de l'augmentation des capacités des soutes, du dessin de la cabine de conduite et sur la visibilité en marche arrière par modification du dessin de la soute à combustible. De plus on utilisa un maximum d'éléments unifiés tel : les tampons, la porte de boîte à fumée, etc. C'étaient des machines disposant d'un moteur à simple expansion à deux cylindres et la distribution était du type « Walschaerts ». Elles étaient équipées de la surchauffe.

## Caractéristiques
- Pression de la chaudière : 14 kg/cm2
- Diamètre des cylindres : 630 mm
- Diamètre des roues motrices : 1 350 mm
- Capacité de la soute à eau : 14,150 m3
- Capacité de la soute à charbon : 4,8 t
- Masse en ordre de marche : 116,7 t
- Masse adhérente : 87,5 t
- Longueur hors tout : 15,33 m
- Vitesse maxi en service : 70 km/h

Aucune locomotive 151 TQ n'a été préservée.

## Modélisme
Les 151 TQ ont été reproduites à l'échelle HO et 0 par l'artisan JCR, sous forme de kit en laiton à monter.